# Prévention de la désinsertion professionnelle en France
La prévention de la désinsertion professionnelle est la prévention du risque de perte d'emploi d'un salarié à la suite d'une altération de sa santé. Cette altération peut être d'origine professionnelle ou non.
La prévention des risques professionnels permet de prévenir ou de réduire les altérations de la santé du travailleur causées par son travail.
Le terme « prévention de la désinsertion professionnelle » apparaît dans le programme 6 de la Convention d'Objectifs et de Gestion de la branche Accident du Travail/Maladie Professionnelle (AT/MP) de la Sécurité Sociale pour la période 2009-2012. Cette orientation a été confirmée dans les objectifs de la Convention d'Objectifs et de Gestion pour la période 2013-2016 (voir page 13).
Le code du travail précise dans son article L4622-2 que les services de santé au travail ont pour mission de conseiller les employeurs et leurs représentants sur les dispositions et mesures nécessaires afin de prévenir la désinsertion professionnelle et de contribuer au maintien dans l'emploi des travailleurs.

## Enjeux économiques et sociaux et contexte réglementaire

### Maintien dans l'emploi, maintien en emploi
Le maintien dans l'emploi, au sens strict, est limité au maintien dans l'emploi d'un salarié au même poste, dans un autre poste de l'entreprise d'origine, dans une autre entreprise du groupe d'origine. Le maintien en emploi recouvre le maintien dans l'emploi mais également la situation où le salarié retrouve un emploi dans une autre entreprise que celle d'origine.

## Prévention de la désinsertion professionnelle: organiser la prise en compte précoce du risque

### Savoir mettre en place une détection précoce
La détection précoce est la détection du risque de perte d'emploi d'un salarié en raison d'une altération de son état de santé.
Le médecin traitant, le médecin spécialiste, le médecin du travail ou encore le médecin conseil de l'Assurance Maladie peuvent détecter le risque de désinsertion professionnelle du salarié.
La coordination des professionnels de santé est cruciale pour assurer un diagnostic précis de l'état du salarié et pour garantir une cohérence du diagnostic médical, étape cruciale dans le processus de guérison.
Le médecin traitant peut inviter son patient présentant un risque de désinsertion professionnelle à solliciter une visite de préreprise auprès du médecin du travail.
Le service de l'Assurance Maladie suit les assurés en arrêt pour maladie ou pour accident de travail en fonction de la durée de l'arrêt (45 jours, 90 jours...) ou du type de pathologie (lombalgies, ...) Ce suivi peut prendre la forme d'un contrôle de l'arrêt par le médecin conseil du service médical ou d'une invitation de l'assuré par un travailleur social du service social.

### Préparer un retour à l'emploi adapté
La visite de préreprise est un colloque singulier entre le médecin du travail et le salarié. Elle ne peut être demandé que par le salarié lui-même, le médecin traitant ou le médecin conseil. L'employeur n'en est pas forcément informé. L'assistant social du travail de l'entreprise ou du service inter entreprise de santé au travail, tenu au secret professionnel, peut aider le salarié à clarifier sa situation administrative au regard de la Sécurité Sociale et des différents dispositifs sociaux existants, pour compléter les données médicales à la disposition du médecin du travail et lui fournir un aperçu global de la situation.
Cette visite ne donne pas lieu à une décision sur l'aptitude du salarié, elle ne peut donc pas déboucher sur une décision d'inaptitude, contrairement à la visite de reprise.
La visite de préreprise permet au médecin conseil de préparer une éventuelle difficulté au retour au poste de travail. Elle permet au salarié en arrêt de mieux se préparer encas de retour difficile en fin d'arrêt de travail

## Les principaux acteurs et leurs outils

### Employeur, institutions représentatives du personnel
"Le principe de non-discrimination des salariés handicapés est une obligation pour l'entreprise.
L’employeur est tenu de proposer un autre emploi approprié à ses capacités à tout salarié déclaré inapte à occuper son poste antérieur. Il doit tenir compte des indications fournies par le médecin du travail. Cet autre emploi peut nécessiter mutation, transformation du poste ou aménagement du temps de travail.
Le Comité d'hygiène, sécurité et conditions de travail (CHSCT) est consulté sur les mesures prises en vue de faciliter la mise, la remise ou le maintien au travail des salariés handicapés. Il doit être associé à la recherche de solutions concernant l'organisation matérielle du travail, l'environnement physique du travail, l'aménagement des lieux de travail et leurs annexes.
Les délégués du personnel donnent leur avis sur le nouveau poste que l'employeur envisage de proposer à son salarié dans le cadre d'un reclassement à la suite d'un accident du travail ou à une maladie professionnelle. Ils peuvent faire usage de leur droit d'alerte en matière d'atteinte à la santé physique et mentale des salariés et saisir l'employeur." extraits du dossier web "handicap et travail" sur le site de l'INRS.

### Services de santé au travail
Dans son article L4622-2, le code du travail précise que « les services de santé au travail ont pour mission exclusive d'éviter toute altération de la santé des travailleurs du fait de leur travail. À cette fin, ils : 
1. Conseillent les employeurs, les travailleurs et leurs représentants sur les dispositions et mesures nécessaires afin d'éviter ou de diminuer les risques professionnels, [...], de prévenir ou de réduire la pénibilité au travail et la désinsertion professionnelle et de contribuer au maintien dans l'emploi des travailleurs ; »

La mission précisée dans le paragraphe ci-dessus est exercée par le médecin du travail en relation avec l'employeur, les représentants du personnel au CHSCT ou, par défaut, les délégués du personnel, et les salariés chargés d'une mission de prévention des risques professionnels.
En effet, le médecin du travail, est le conseiller de l'employeur, des travailleurs, des représentants du personnel et des services sociaux, notamment sur l'adaptation des postes, des techniques et des rythmes de travail à la santé physique et mentale, notamment en vue de préserver le maintien dans l'emploi des salariés.
Le code du travail précise que les services de santé au travail comprennent un service social du travail ou coordonnent leurs actions avec celles des services sociaux du travail existant dans l'entreprise. L'assistant social du travail est un acteur du maintien dans l'emploi des salariés.

### Acteurs de l'Assurance Maladie

#### Caisse d'Assurance Retraite et de la Santé au Travail (CARSAT)
Une des trois missions principales du service social de l'Assurance Maladie est de recevoir les assurés présentant un risque de désinsertion professionnelle. Le service social de l'Assurance Maladie est spécialisé santé et rattaché à la CARSAT (ou à la CRAMIF en Ile-de-France). Il s'adresse aux assurés du régime général de la Sécurité Sociale.
Le service prévention de l'Assurance Maladie a une mission de contrôle et d'accompagnement auprès de l'employeur et des salariés pour prévenir les risques professionnels. Il travaille en partenariat avec les services de santé au travail et les services de l'inspection du travail.

#### Caisse Primaire d'Assurance Maladie (CPAM) et Service Médical
La CPAM gère au sein de l'Assurance Maladie les dossiers administratifs des assurés. Elle gère notamment les déclarations d'accidents du travail et de maladies professionnelles, les arrêts maladie, les demandes d'invalidité, la reconnaissance des taux d'incapacité permanente partielle (IPP) en lien avec le service médical de l'Assurance Maladie.
Le service médical contrôle les arrêts maladie, détermine le taux d'IPP et se prononce sur les demandes d'invalidité. Il oriente vers le service de santé du travail et vers le service social les assurés présentant un risque de désinsertion professionnelle
Deux articles du code de la sécurité sociale précisent les actions de remobilisation pouvant être mises en œuvre pendant l'arrêt de travail,. L'idée est d'anticiper le retour à l'emploi du salarié en arrêt de travail pour optimiser les conditions de la reprise du travail.

### Maison départementale des personnes handicapées (MDPH)
Créées par la loi du 11 février 2005, les MDPH ont pour mission d'accueillir et d'accompagner les personnes handicapées et leurs proches. Elles sont chargées, notamment, d'attribuer les prestations compensatoires spécifiques aux personnes handicapées (reconnaissance du statut de travailleur handicapé (RQTH), allocation adulte handicapé (AAH), ...)
Les coordonnées des MDPH sont disponibles sur le site internet de la Caisse Nationale de Solidarité pour l'Autonomie.

### AGEFIPH, FIPHFP et OETH
L'Association de gestion du fonds pour l'insertion professionnelle des personnes handicapées (AGEFIPH) est l'association chargée de la gestion du Fonds de développement pour l'insertion professionnelle des handicapés mentionné à l'article L. 5214-1 du code du travail. L'AGEFIPH collecte les fonds de l'ensemble des employeurs privés. Les trois Fonctions Publiques (d’État, hospitalière, territoriale) et une partie du secteur médico-social associatif (Croix-Rouge Française, FEHAP, SYNEAS et UNIFAF) versent respectivement leur fond au FIPHFP et OETH.
L'AGEFIPH s'appuie sur 3 partenaires-services pour conduire sa politique:
- Le Service d'Appui au Maintien dans l'Emploi des Travailleurs Handicapés (SAMETH)[8] a pour objectif la recherche et la mise en œuvre de solution pour permettre à une personne en situation de handicap de conserver son emploi.
- Cap emploi est un réseau d'accompagnement des bénéficiaires de la loi de février 2005, dans leur parcours d'insertion professionnelle (élaboration de projet, accès à la formation, accès à l'emploi), en milieu ordinaire de travail. Il intervient également auprès des employeurs, privés ou publics, pour faciliter le recrutement, l'intégration et le maintien en emploi des travailleurs handicapés.
- Les conseillers ALTHER qui informent, accompagnent et orientent les entreprises dans l'élaboration d'une politique en faveur des personnes handicapées.

Les coordonnées des SAMETH et des CAP EMPLOI sont disponibles sur le site internet de l'AGEFIPH.

### Les services du ministère chargé de l'emploi (DIRECCTE)
Le maintien dans l'emploi des travailleurs handicapés est un des axes du Plan Régional d'Insertion professionnelle des Travailleurs Handicapés (PRITH) élaboré par les services de l'état au sein des DIRECCTE avec l'AGEFIPH, le FIPHFP, Pôle Emploi, le conseil régional et les conseils généraux.
Pour l'axe maintien dans l'emploi, la charte régionale dédiée au maintien dans l'emploi des travailleurs handicapés donne le cadre des actions. Cette charte est cosignée par la DIRECCTE, l'AGEFIPH, la Mutualité Sociale Agricole et l'Assurance Maladie (CARSAT, CPAM et Service Médical).

### INRS
L’INRS s’intéresse aux travailleurs à risques particuliers, comme le travailleur vieillissant et le travailleur handicapé. Le cadrage stratégique de l’Institut pour la période 2018-2022 fixe des objectifs à réaliser au sein de 4 programmes de prévention dont les « Risques liés à l’organisation et aux situations de travail » incluant les risques liés au « Vieillissement, retour au travail, prévention de la désinsertion professionnelle (PDP) ». Des démarches et des outils de prévention de la PDP et du maintien en emploi (MEE) sont ainsi construits, sur la base des connaissances scientifiques validées et sur un consensus social paritaire.